# Ploscoș
Ploscoș es una comuna de Rumania, en el distrito de Cluj. Su población en el censo de 2002 era de 798 habitantes.
- Datos: Q12725045
- Multimedia: Ploscoș, Cluj / Q12725045

1. ↑  Worldpostalcodes.org,código postal n.º 407465.